# غاري ويلكنسون
غاري ويلكنسون (بالإنجليزية: Gary Wilkinson)‏ (و. 1966  م) هو لاعب سنوكر إنجليزي، ولد في نوتنغهامشير، شارك في 1993 Masters (snooker) ‏.

## روابط خارجية
- غاري ويلكنسون على موقع CueTracker.net (الإنجليزية)